# Okunoshima
Esta es una traducción al español del artículo original (en inglés).
Okunoshima es una pequeña isla de Japón, situada en el mar Interior de Seto, ciudad de Takehara, prefectura de Hiroshima. Es accesible mediante transbordador desde Tadanoumi y Omishima. En la isla hay espacios para acampar, senderos para caminar y lugares de interés histórico.
A menudo es llamada "Usagi Shima" (Isla Conejo) debido a los numerosos conejos silvestres que habitan la isla, los cuales son bastante mansos y se acercan a las personas.  
Solo habita una especie de conejo: el conejo europeo Oryctolagus cuniculus. Aunque varían en color y tamaño, todos pertenecen a la misma especie, descendientes de conejos domesticados liberados hace décadas. Sin depredadores naturales y con turistas que constantemente les ofrecen alimento, la población creció rápidamente, convirtiendo a la isla en un santuario peculiar y único. 

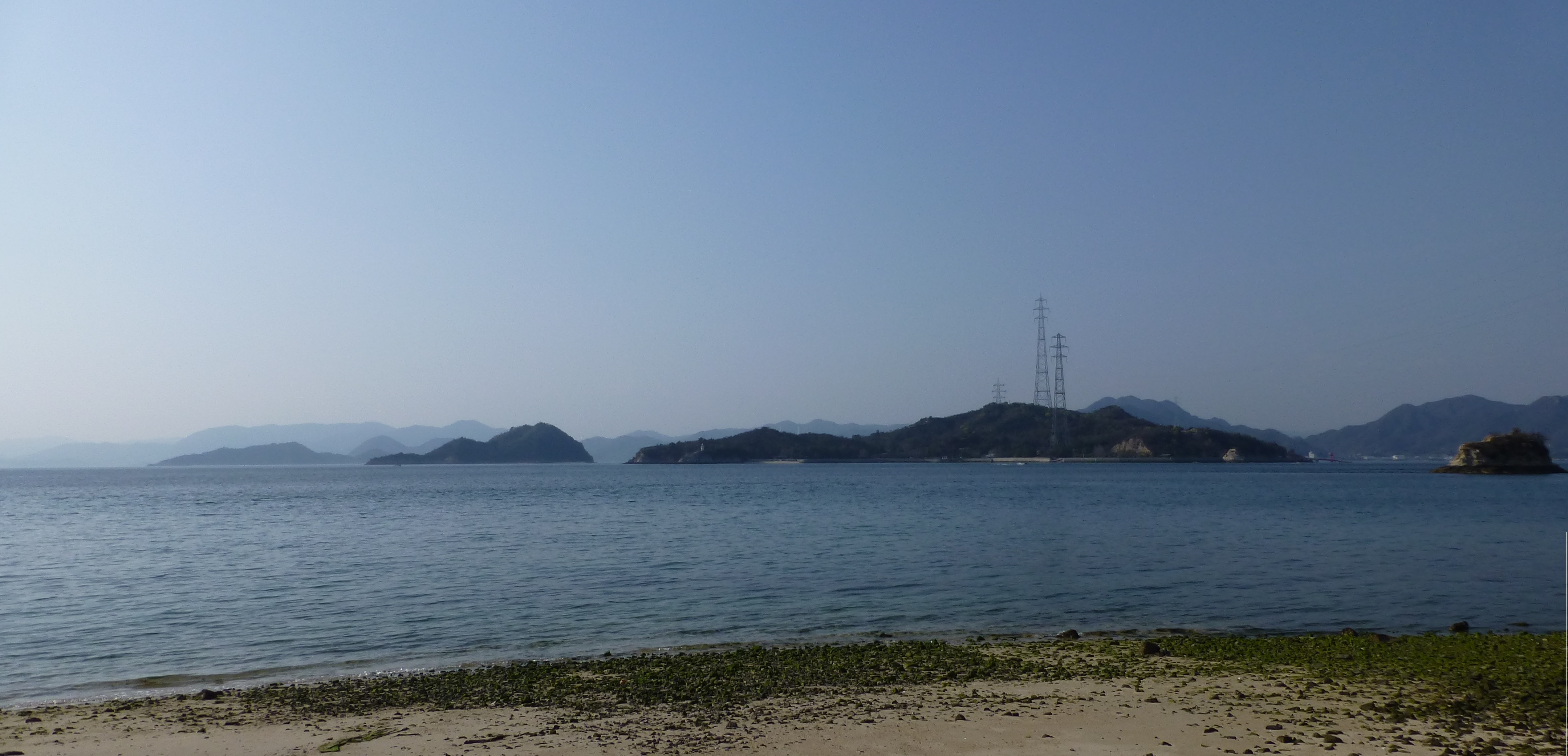
Okunoshima vista desde la isla de Omishima, en el sureste. La torre de alta tensión de la derecha tiene 226 metros de altura, la mayor de Japón

Okunoshima jugó un papel importante durante la Segunda Guerra Mundial, ya que en la isla se fabricó el gas venenoso que los japoneses emplearon como arma química en China.

## Historia
La isla era un área cultivada hasta la Guerra Ruso-Japonesa, cuando diez fuertes fueron construidos para protegerla. Tres familias de pescadores vivían en la isla.
En 1925, el Instituto de Ciencia y Tecnología del Ejército Imperial Japonés, dio inicio a un programa secreto para desarrollar armas químicas, basándose en una amplia investigación que determinó que se estaban produciendo armas químicas a lo largo de los Estados Unidos y Europa. Japón era uno de los firmantes del Protocolo de Ginebra de 1925, el cual prohibía la guerra con armas químicas. Aunque el desarrollo y almacenamiento de tales armas no estaba prohibido, el país se esforzó mucho para mantener en secreto la construcción de la planta de municiones químicas que comenzó a operar en 1929, llegando al extremo de borrar el registro de la isla de algunos mapas. La planta fue construida de 1927 a 1929, y dio alojamiento a una fábrica que produjo más de seis kilotones de gas mostaza y gas lacrimógeno.
La isla fue seleccionada por estar aislada, propicia para la seguridad, y porque estaba lo suficientemente alejada de Tokio y otras áreas en caso de un desastre. Bajo la jurisdicción de la milicia japonesa, el procesador para la preservación de los peces locales fue convertido en un reactor de gas tóxico. A los residentes y empleados potenciales no se les dijo qué es lo que fabricaba la planta y todo se mantuvo en secreto; las condiciones de trabajo eran duras y muchos sufrieron enfermedades relacionadas con la exposición de material tóxico.
Con el final de la guerra, los documentos relativos a la planta fueron quemados, y las Fuerzas de Ocupación Aliadas se deshicieron del gas ya fuera vertiéndolo, quemándolo o enterrándolo, y a la gente se le dijo que se mantuviera callada respecto al proyecto. Varias décadas después, las víctimas de la planta recibieron ayuda gubernamental para su tratamiento, y en 1988 fue inaugurado el Museo del Gas Venenoso de Okunoshima.

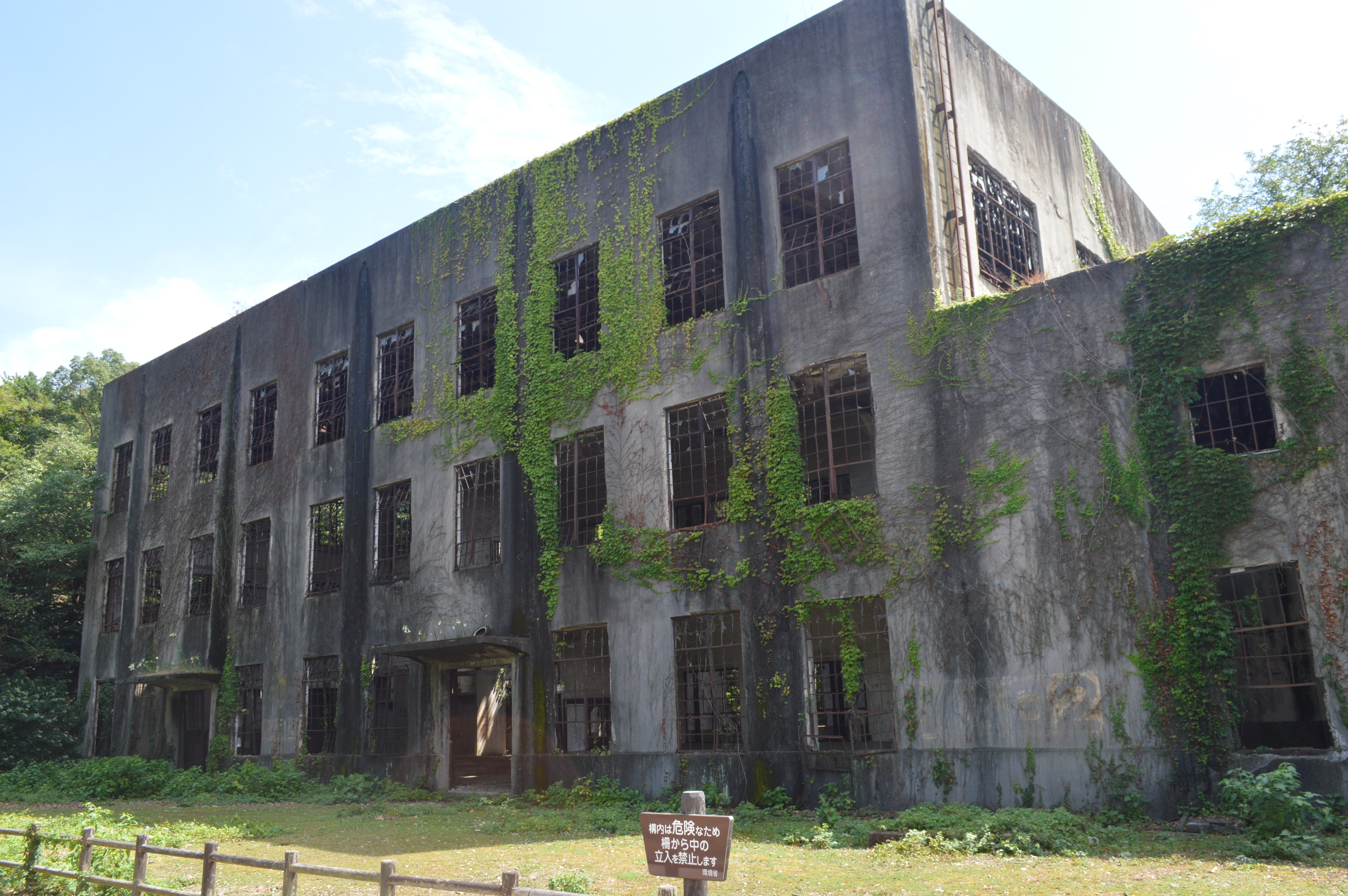
Tanto las ruinas de la planta de fabricación del gas como su planta generadora de energía (en esta foto), todavía siguen en pie.

## En la actualidad
Actualmente la isla tiene un hotel, un campo de golf de seis hoyos y un pequeño terreno para acampar. Los visitantes pueden nadar en las limpias aguas que rodean la isla, pese a la marea.

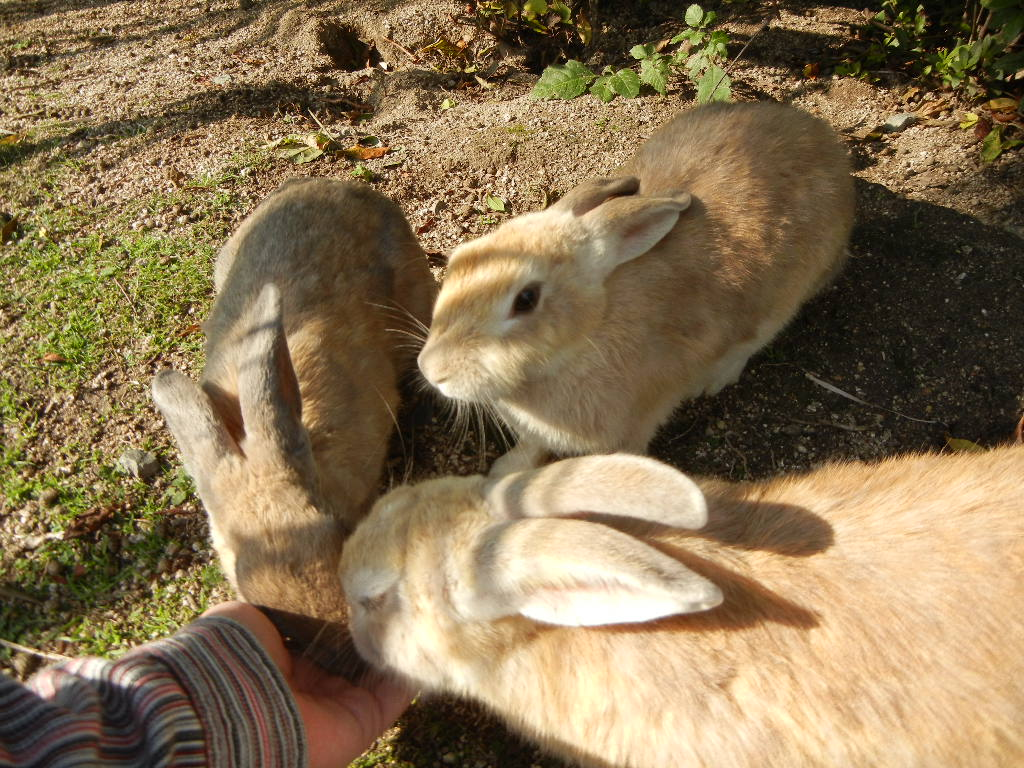
Conejos silvestres comiendo de la mano de un visitante.

En la isla viven muchos conejos en libertad. Cuando la isla fue desarrollada como parque después de la Segunda Guerra Mundial, estos conejos fueron soltados a propósito, pues muchos fueron usados en la planta para probar la efectividad de las armas químicas durante la guerra; sin embargo, dichos conejos fueron aniquilados cuando se demolió la planta. De acuerdo al antiguo director del Museo del Gas Venenoso, Murakami, los actuales conejos no tienen nada que ver con aquellos que fueron involucrados en las pruebas de armamento químico. Cazar estas criaturas está prohibido, al igual que llevar perros y gatos a la isla.
Las ruinas de los antiguos fuertes y la fábrica de gas se encuentran dispersas por toda la isla; el acceso a ellas está vedado por ser muy peligroso. Por ser parte del sistema del parque nacional del Mar Interior, existe un centro de recursos, y a lo largo de la ruta se localiza el museo.

## Museo del Gas Venenoso
Inaugurado en 1988, el museo "fue establecido para advertir a la mayor cantidad de gente posible sobre de las espantosas verdades del gas venenoso".
Consistente en sólo dos grandes espacios, el pequeño edificio proporciona un resumen básico de la construcción de la planta, condiciones laborales, y los efectos del gas venenoso en los humanos. Las familias de los trabajadores que sufrieron los efectos posteriores de las duras condiciones de trabajo, donaron numerosos artefactos para ayudar a narrar la historia de los aprietos en el que se veían envueltos los trabajadores, cuando manipulaban el gas con equipo de seguridad deficiente y el que a menudo se derramaba. 
El segundo espacio muestra cómo el gas afecta el cuerpo humano a través de los pulmones, los ojos, la piel y el corazón. Las imágenes de víctimas en Irak e Irán enriquecen el mensaje que da el museo.
Según lo dicho por el conservador del museo, Murakami Hatsuichi al New York Times, "mi esperanza es que la gente vaya a visitar el museo en la ciudad de Hiroshima y también a éste, de modo que se den cuenta de que nosotros (los japoneses) fuimos víctimas y agresores durante la guerra. Espero que la gente comprenda ambas facetas y reconozca la importancia de la paz.
En el museo se puede adquirir una guía hacia los numerosos remanentes de las fortalezas de la segunda guerra sino-japonesa y la fábrica de gas venenosos. Muchas de las edificaciones están deterioradas e insalvables, pero reconocibles.
El museo está dirigido principalmente al pueblo japonés, aunque hay traducciones al inglés de los resúmenes básicos ubicados en cada sección.

## Otros edificios y estructuras
La isla está conectada por la Chūshi Powerline Crossing, el tendido eléctrico de mayor altura de Japón.

## Ruta de acceso

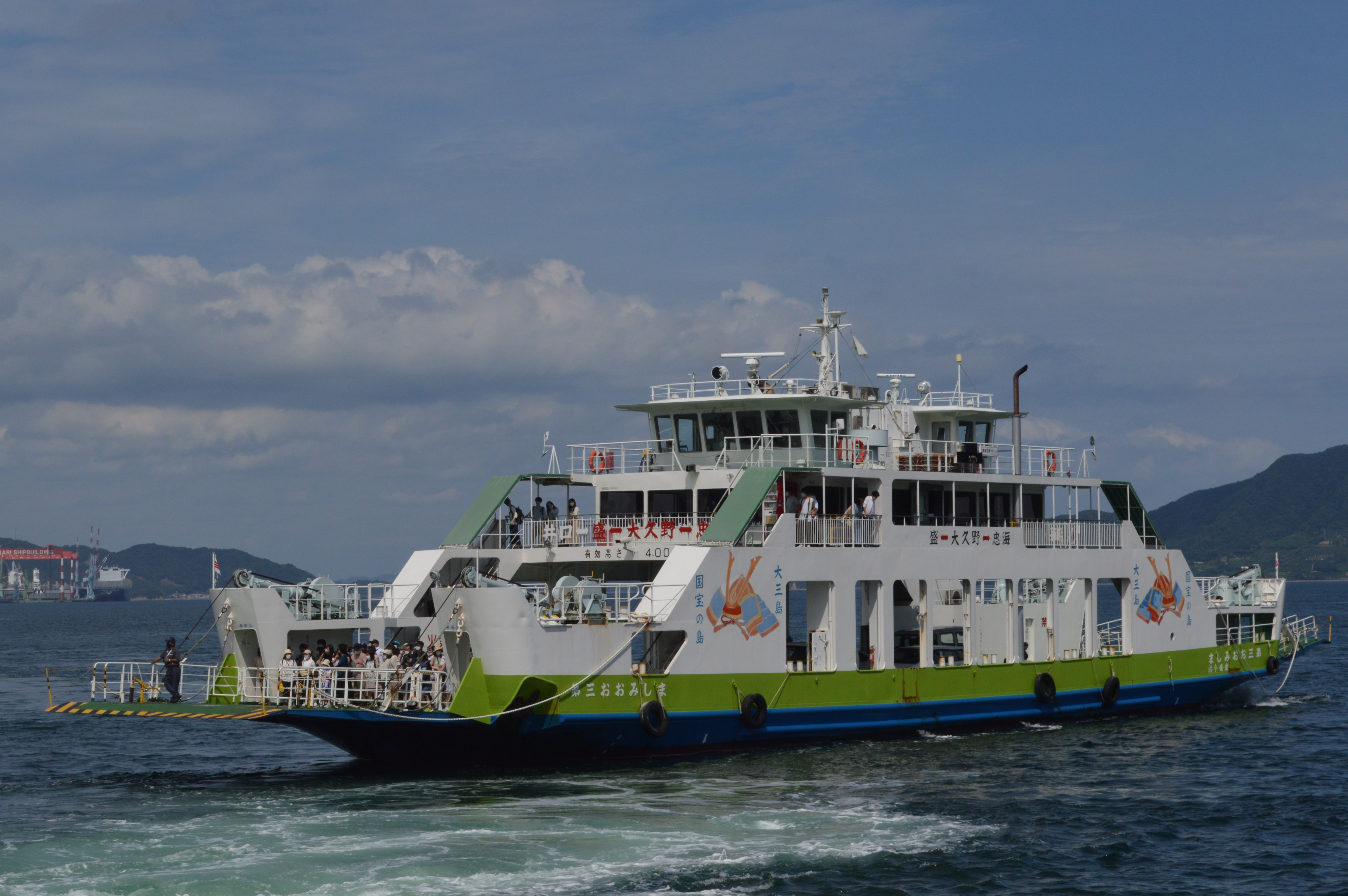
Embarcación de pasajeros que navega entre Okunoshima y Tadanoumi

La mejor ruta para llegar a la isla desde la isla principal es tomar el tren Sanyo Shinkansen a la Estación de Mihara (el Nozomi no hace parada aquí); estando en Mihara hay que abordar el tren local de Kure hasta Tadanoumi, luego hay que caminar a la terminal y tomar un transbordo.